# Корлинген
Корлинген (њем. Korlingen) општина је у њемачкој савезној држави Рајна-Палатинат. Једно је од 103 општинска средишта округа Трир-Сарбург. Према процјени из 2010. у општини је живјело 782 становника. Посједује регионалну шифру (AGS) 7235070.

## Географски и демографски подаци
Корлинген се налази у савезној држави Рајна-Палатинат у округу Трир-Сарбург. Општина се налази на надморској висини од 300 метара. Површина општине износи 2,1 km². У самом мјесту је, према процјени из 2010. године, живјело 782 становника. Просјечна густина становништва износи 376 становника/km².